# 2 (tal)
2 (två (fil)) är det naturliga heltal som följer 1 och föregår 3.

## Matematiska egenskaper
- Ett tal kallas jämnt om det är delbart med 2.
- Två är basen i det binära talsystemet och det minsta naturliga tal som alls kan vara bas i ett talsystem.

### Speciella talföljder
- Två är det första primtalet och det enda jämna.
- Det tredje palindromtalet.
- Det tredje fibonaccitalet.
- 2 är ett Armstrongtal.
- 2 är ett rektangeltal.
- 2 är ett kvadratfritt tal.
- 2 är ett Thabittal.
- 2 är ett superperfekt tal.
- 2 är ett superymnigt tal
- 2 är ett mycket högt sammansatt tal
- 2 är ett kolossalt ymnigt tal.
- 2 är ett Schrödertal.
- 2 är ett Eulers lyckotal.
- 2 är ett Ulamtal.
- 2 är ett Tribonaccital.
- 2 är ett tetranaccital.
- 2 är ett Hexanaccital.
- 2 är ett Nonaccital.
- 2 är ett Oktanaccital.
- 2 är ett Heptanaccital.
- 2 är ett praktiskt tal.
- 2 är ett Motzkintal.
- 2 är ett Catalantal.
- 2 är ett Belltal.

## Inom vetenskapen
- Helium, atomnummer 2
- 2 Pallas, en asteroid
- M2, klotformig stjärnhop i Vattumannen, Messiers katalog

## Språk, kultur och historia
- "2" är en siffra.
- {\displaystyle {\sqrt {2}}} var det första kända irrationella talet.
- Dualis är ett speciellt grammatiskt numerus (utöver singularis och pluralis) som används för exakt två subjekt eller objekt. Dualis finns i exempelvis arabiska, samiska, slovenska och sanskrit.